# Кейлі Картер
Кейлі Картер (англ. Kayli Carter; нар. штат Флорида, США) — американська акторка, найбільш відомий за роллю Саді Роуз у телесеріалі «Забуті Богом».

## Життєпис
Кейлі Картер народилася в Чулуота, згодом переїхал у місто Ов'єдо, штат Флорида. Її батько будівельник а мати лікарка-терапевтка. Закінчила коледж мистецтва та дизайну в місті Саванна, штат Джорджія, де здобула ступінь бакалавра образотворчих мистецтв.
Театральний дебют відбувся 2016 року, вона виконала роль Фло у виставі Марка Райленса «Гарна риба» в театрі Вест-Енду, Лондон, театрі «Сент-Енн Склад» у Брукліні, Нью-Йорк та в «Американському репертуарному театрі» у Кембриджі, штат Массачусетс.
Дебютувала на телебаченні у 2015 році, виконавши роль Белль в телесеріалі «З: Початок всього».
У 2018 році Кейлі Картер виконала роль Саді Роуз у телесеріалі «Забуті Богом». Цього ж року вона зфільмувалася у стрічці «Приватне життя», за роль Саді її було висунуто на премію «Незалежний дух» у номінації «Найкраща жіноча роль другого плану».
Наступного року сфільмувалася у драмедійній стрічці «Бездоганний» разом з Г'ю Джекмен та Еллісон Дженні.

## Фільмографія

### Фільми
| Рік  |    | Українська назва                  | Оригінальна назва   | Роль                  |
| ---- | -- | --------------------------------- | ------------------- | --------------------- |
| 2017 | кф | Дзвінки: Моторошні сцени          | Rings: Scary Scenes | камео                 |
| 2017 | ф  | Дзвінки                           | Rings               | Евелін Борден         |
| 2018 | ф  | Приватне життя                    | Private Life        | Саді Баррет           |
| 2018 | ф  | Так сказав Чарлі                  | Charlie Says        | Лінетт «Пискля» Фромм |
| 2020 | ф  | Дозволь йому піти                 | Let Him Go          | Лорна Блеклінґ        |
| 2023 | ф  | Я зараз буду                      | I'll Be Right There | Сара                  |
| 2024 | ф  | Боб Ділан: Цілковитий незнайомець | A Complete Unknown  | Марія Малдор          |

### Серіали
| Рік  |   | Українська назва        | Оригінальна назва              | Роль                                     |
| ---- | - | ----------------------- | ------------------------------ | ---------------------------------------- |
| 2015 | с | Детективи вихідного дня | The Weekend Detectives         | тусовщиця (Епізод: "Party's Over")       |
| 2015 | с | З: Початок всього       | Z: The Beginning of Everything | Белль (Епізод: "Pilot")                  |
| 2017 | с | Забуті Богом            | Godless                        | Саді Роуз (7 епізодів)                   |
| 2018 | с | Медики Чикаго           | Chicago Med                    | Тара (Епізод: "Backed Against the Wall") |
| 2020 | с | Місіс Америка           | Mrs. America                   | Памела (9 епізодів)                      |
| 2021 | с | Дивовижна місис Мейзел  | The Marvelous Mrs. Maisel      | Глорія (4 епізоди)                       |
| 2022 | с | Зло                     | Evil                           | Амалія (Епізод: "The Demon of Sex")      |

## Премії та номінації
| Рік  | Нагорода                                   | Категорія                          | Робота           | Результат | Пос    |
| ---- | ------------------------------------------ | ---------------------------------- | ---------------- | --------- | ------ |
| 2018 | «South African Film Online Critics Circle» | Найкраща акторка другого плану     | «Приватне життя» | Перемога  | [ 10 ] |
| 2019 | «Незалежний дух»                           | Найкраща жіноча роль другого плану | «Приватне життя» | Номінація | [ 11 ] |
| 2019 | «Міжнародний кінофестиваль у Хемптонсі»    | Проривний актор                    | «Приватне життя» | Перемога  | [ 12 ] |